# Veronica decumbens
Veronica decumbens är en grobladsväxtart som beskrevs av Armst.. Veronica decumbens ingår i släktet veronikor, och familjen grobladsväxter. Inga underarter finns listade i Catalogue of Life.

## Bildgalleri

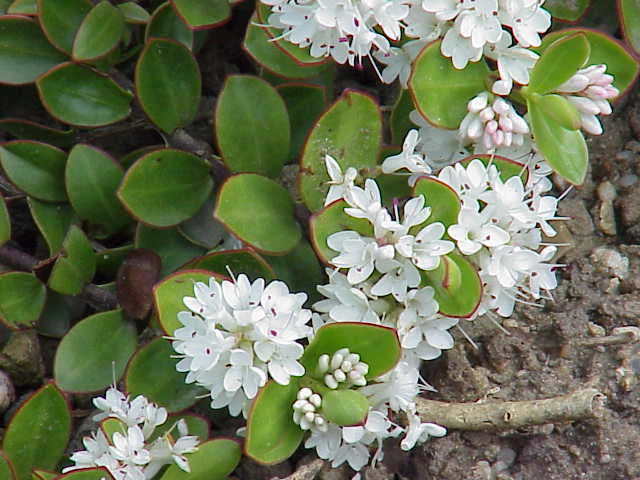
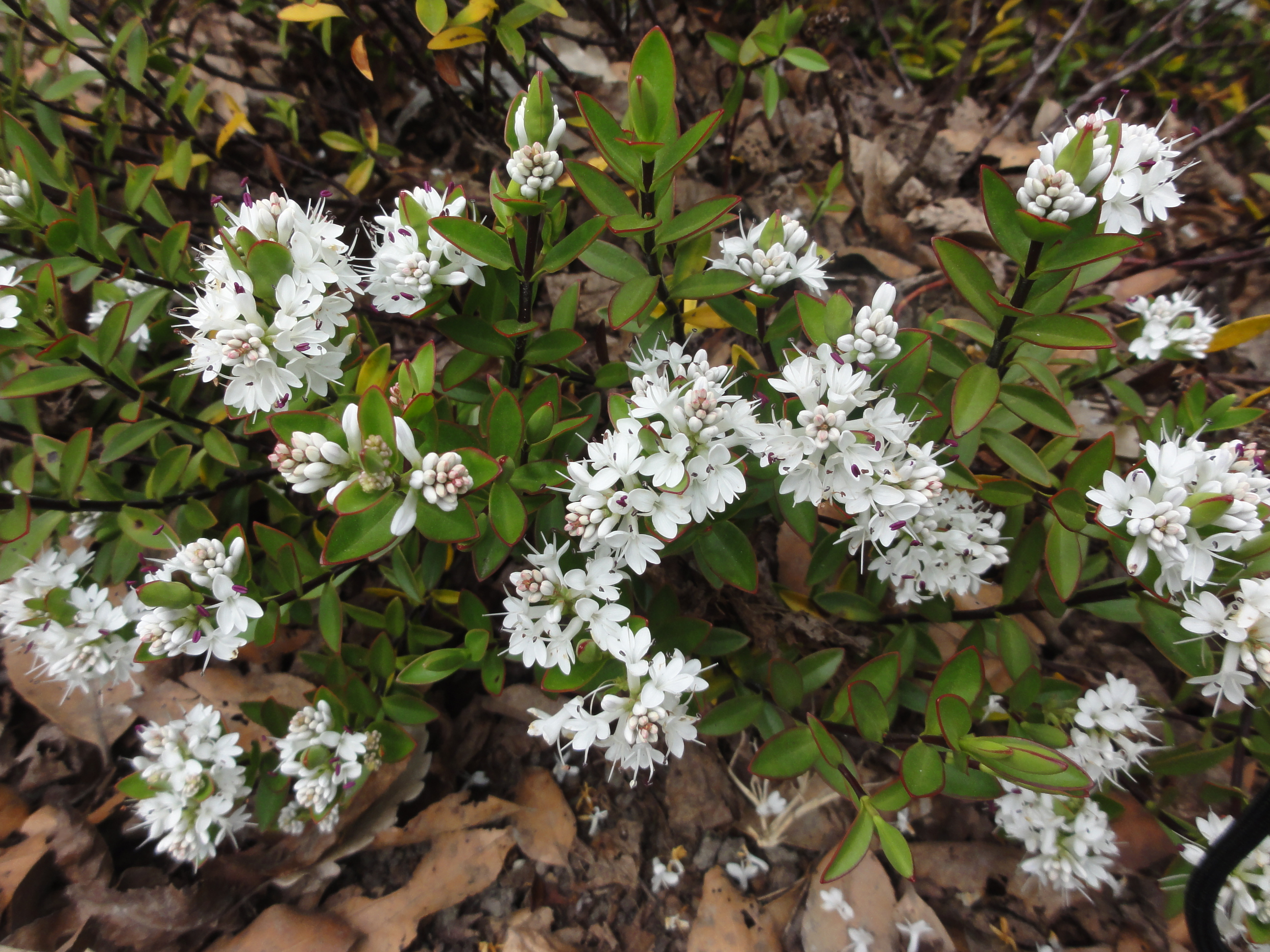
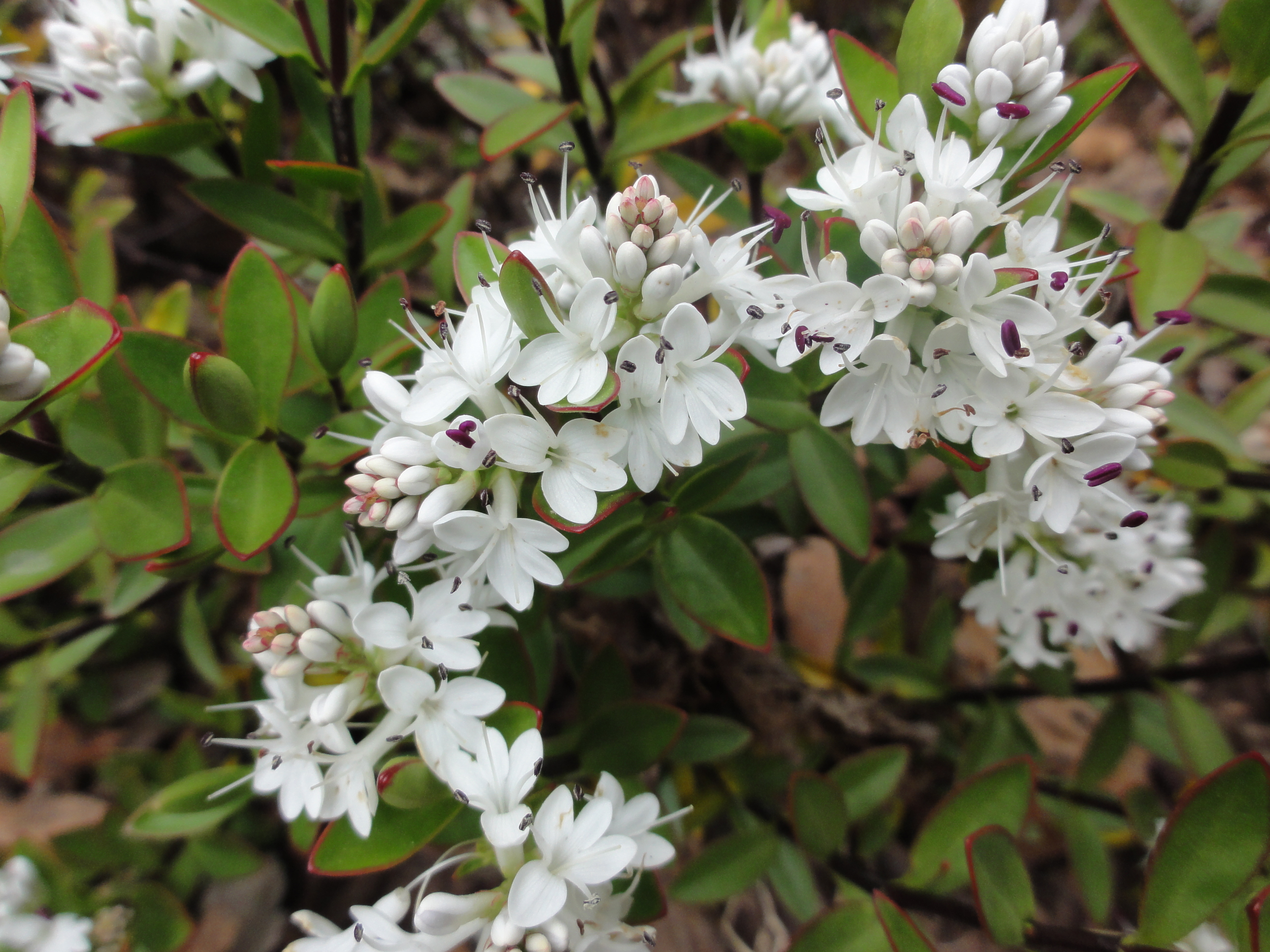